# Far Eastern Wind - Summer
「Far Eastern Wind - Summer」（ファー・イースタン・ウィンド - サマー）は、小室哲哉が2008年7月23日にiTunes配信限定で全世界同時リリースしたアルバム。

## 解説
- iTunesのエレクトロニック1位・総合ランキング3位。
- Far Eastern Windシリーズの第4弾であり、「夏」をモチーフに制作。ジャケットデザインは、原田大三郎が担当。
- 「夏の終わり」はアルバム購入のみのボーナストラックである。
- 「清水」「夏の終わり」のヴォーカルをkco、「夏の終わり」のコーラスを小室が担当している。

## トラックリスト
| #   | タイトル       | 作詞 | 作曲・編曲 | 時間 |
| --- | -------------- | ---- | ---------- | ---- |
| 1.  | 「清水」       |      |            | 7:56 |
| 2.  | 「せせらぎ」   |      |            | 6:38 |
| 3.  | 「打ち水」     |      |            | 4:44 |
| 4.  | 「夕立ち」     |      |            | 2:37 |
| 5.  | 「朝もや」     |      |            | 3:35 |
| 6.  | 「線香花火」   |      |            | 5:38 |
| 7.  | 「故郷」       |      |            | 7:04 |
| 8.  | 「雷雨」       |      |            | 3:34 |
| 9.  | 「屋形船」     |      |            | 1:49 |
| 10. | 「満ち潮」     |      |            | 2:29 |
| 11. | 「夏の終わり」 |      |            | 6:45 |